# La Unión (Nariño)
La Unión ist eine Gemeinde (municipio) im Departamento Nariño in Kolumbien.

## Geographie
La Unión liegt im Nordosten von Nariño in der Provinz Juanambú auf einer Höhe von 1650 m ü. NN, 90 km von Pasto entfernt. Die Gemeinde grenzt im Norden an Mercaderes im Departamento del Cauca, im Süden an San Pedro de Cartago, im Osten an Belén, Colón und San Pablo und im Westen an San Lorenzo.

## Bevölkerung
Die Gemeinde La Unión hat 25.270 Einwohner, von denen 10.864 im städtischen Teil (cabecera municipal) der Gemeinde leben (Stand: 2019).

## Wirtschaft
Der wichtigste Wirtschaftszweig von La Unión ist der Anbau und Vertrieb von Kaffee. Außerdem gibt es Rinderproduktion und es werden Obst und Zitruspflanzen angebaut.

## Persönlichkeiten
- Aurelio Arturo (1906–1974), Lyriker